# Takashi Murakami
Pour les articles homonymes, voir Murakami.
Takashi Murakami (村上 隆, Murakami Takashi), né le 1er février 1962 à Tokyo, est un artiste plasticien japonais.
En 2006, Christie's le classe 6e au classement des artistes les plus chers au monde. Il est considéré comme le digne successeur d'Andy Warhol.

## Biographie

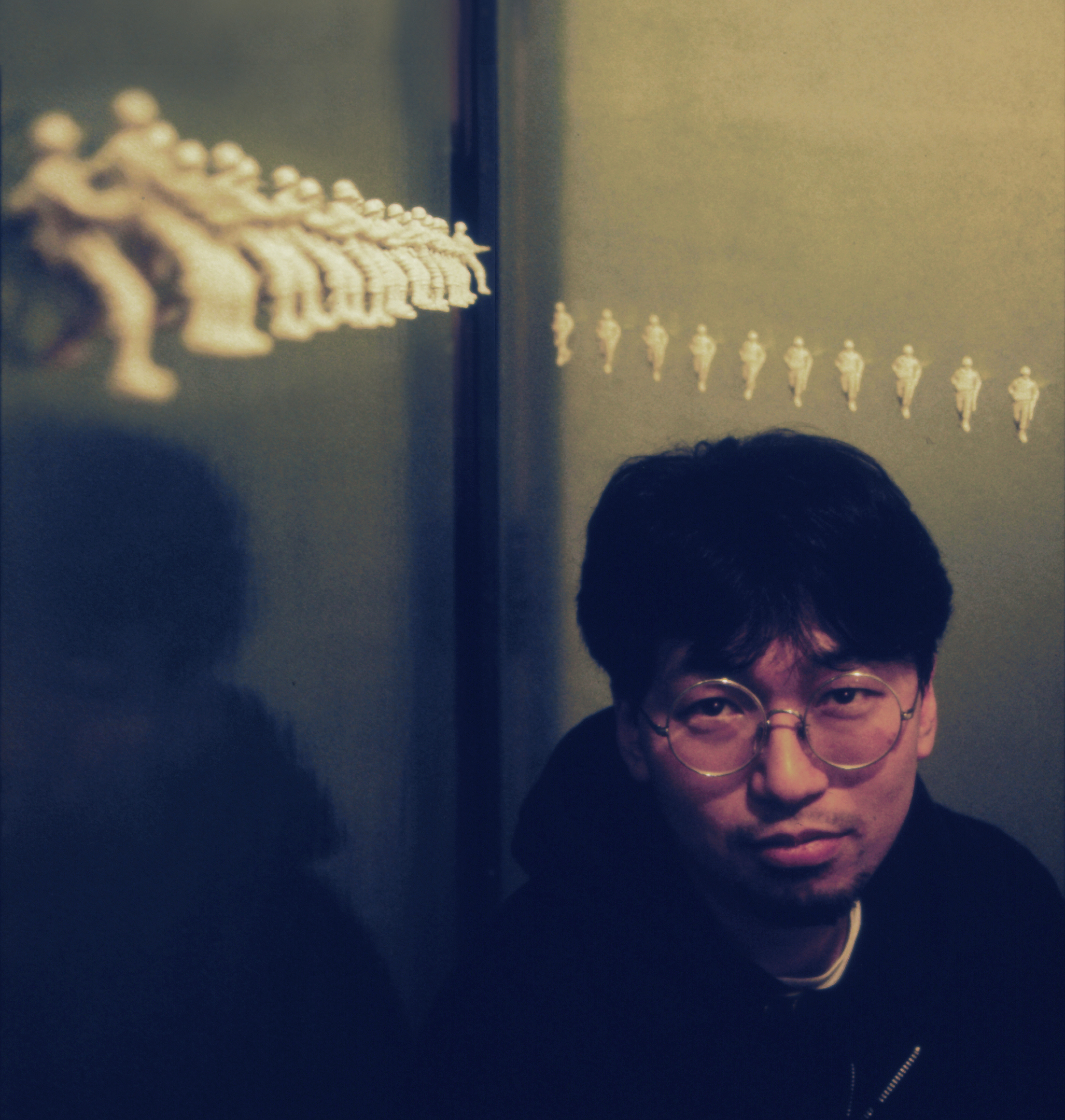
Murakami à Galeria Mars à Tokyo, 1992. Photo par Ithaka Darin Pappas.

Takashi Murakami né dans l'arrondissement de Itabashi. Son père est chauffeur de taxi et Takashi Murakami grandit dans une certaine pauvreté. Après des études secondaires au lycée de Hongō, il rêve de devenir animateur de dessins animés. Ayant réussi l'examen d'entrée à l'université des arts de Tokyo, il s'inscrit dans le département Peinture, spécialité nihonga. Diplômé en 1986, il poursuit en master, puis en doctorat. Il termine ses études en 1993 par la soutenance d'une thèse intitulée « Le sens du non-sens du sens ». En 1995, il fonde le studio de production Hiropon Factory et commence à exposer en Europe et aux États-Unis. En 2001, Hiropon Factory devient Kaikai Kiki Corporation, structure qui lui permet de soutenir le travail de plusieurs jeunes artistes — Chiho Aoshima, artiste japonaise, est ainsi parrainée par Murakami —, mais aussi de produire et commercialiser des produits dérivés.

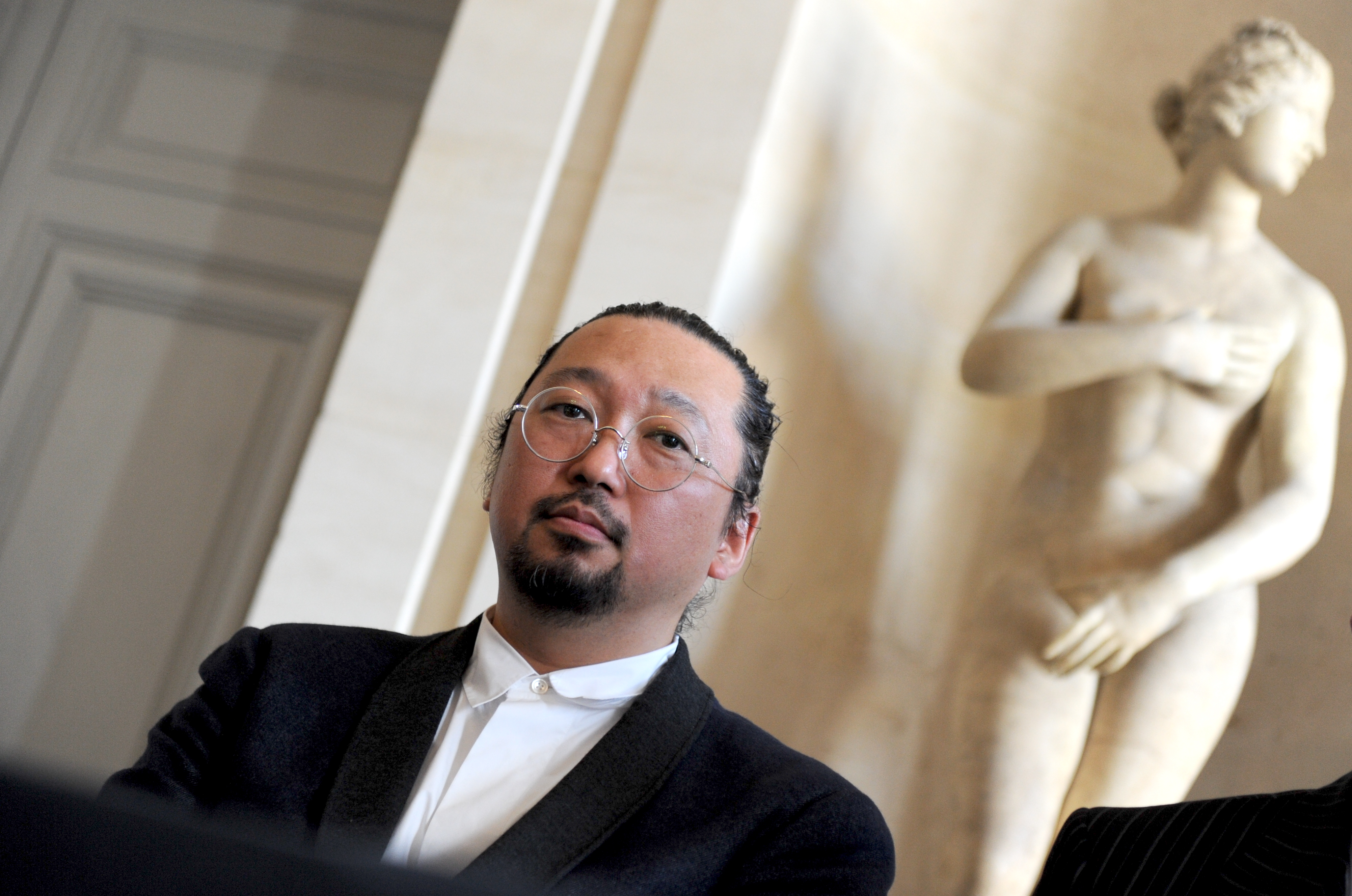
Takashi Murakami, le 09 septembre 2010 au Château de Versailles.

Murakami collabore avec la marque de maroquinerie de luxe Louis Vuitton. Il conçoit pour la collection de l’année 2004, de nouveaux motifs alliant son univers à ceux de cette marque, en réinterprétant, tout en couleurs, les célèbres motifs de la marque de luxe et réalise deux courts-métrages animés.
En 2007, il réalise l'habillage graphique de la pochette et artworks de l'album Graduation du rappeur américain Kanye West et réalise le clip « Good Morning ».
Considéré comme l'un des chefs de file du néo-pop japonais dit Superflat, mouvement dont il est l'initiateur, il revendique l'héritage de Warhol et du pop art américain, tout en analysant la manière dont l'art japonais peut trouver une autonomie face au modèle occidental. En septembre 2010, son exposition dans les Grands appartements et la Galerie des Glaces du château de Versailles suscite la polémique.
Le 21 juin 2011, Google utilise un « doodle » créé par Takashi Murakami.
En mai 2025, il devient l'un des visages de la nouvelle campagne promotionnelle de la marque de champagne Dom Pérignon.

### Démarche artistique
Il crée des sculptures monumentales, peintures, papiers peints, et autres objets. Ses œuvres puisent directement dans l'imagerie manga japonaise, qui est détournée et amplifiée sur des thèmes où émergent des questionnements à première vue absents de l'aura kitsch et kawaii (« mignon » en japonais) des bandes dessinées japonaises.
Il cristallise dans ses œuvres et ses projets, la nouvelle sculpture de Tokyo.
Il est le représentant d'une génération imprégnée de l’imaginaire des mangas et des otakus. Au fil du temps, les personnages se mettent à grouiller sur différents supports en deux dimensions ou sont moulés, dans des formats divers, du minuscule au géant, en fibre de verre et peints (Hiropon, 1997). Ils prennent aussi la forme de ballons géants en plastique aux couleurs criardes et, gonflés à l’hélium, qui envahissent les espaces d’expositions (Mr.Dob, 1997).
Il réfléchit particulièrement aux scénographies pour que « le public ait l’impression d’être entouré par une multitude de caméras, même s’il se trouve en face d’une seule et même image ». Une figure à grosse tête, Dob (qui a pris aujourd’hui pour lui « valeur d’autoportrait »), revient de manière répétée (Dobe in the Strange Forest, 1999), de même que les personnages Kaikai et Kiki ainsi que des motifs de champignons (Super Nova), de fleurs et d’yeux (Jellyfish Eyes).

## Œuvres principales
- 2001-2006 : La Flower Matango
- 2006-2009 : 727-272 The Emergence of God at the Reversal of Fate, Palazzo Grassi de Venise[11],[12]
- 2002 : Kawaii ! Vacances d'été
- 1999 : Super nova
- 1998 : My Lonesome Cowboy, vendu chez Sotheby's en 2008 pour 15,2 millions de dollars[13]
- 1994 : And then, and then and then and then and then, Queensland Art Gallery, Brisbane, Australie[14]
- 1992 : Mr. Dob

## Expositions

### Actualité
- 2019 : Takashi Murakami, Baka, Galerie Perrotin, Paris (16 octobre - 21 décembre 2019)[15]
- 2017 : Under the Radiations falls, Garage Museum, Moscow. 29 sep. 2017 - 04 feb. 2018
- 2011 : Galerie Perrotin (Paris), Hommage à Yves Klein, 20 octobre 2011 - 7 janvier 2012.
- 2010 : Château de Versailles[16],[17],[18],[19],[20],[21],[22]
- 2009 : Murakami Paints Self-Portraits, Galerie Emmanuel Perrotin, Paris[11]
- 2009 : ©MURAKAMI, Museum für Moderne Kunst de Francfort
- 2009 : ©MURAKAMI, Guggenheim Museum, Bilbao[23]
- 2008 : ©MURAKAMI, Brooklyn Museum[24]
- 2007-2008 : ©MURAKAMI, MOCA, Los Angeles[25]
- 2006 : The Pressure Point of Painting, Galerie Emmanuel Perrotin, Paris
- 2005 : Outdoor Banner Installation, Public Art Fund, New York
- 2002-2003 : Kaikai kiki, Serpentine Gallery, Londres[26]
- 2001 : Summon monsters? open the door? heat? or die? museum of Contemporary Art, Tokyo
- 2001 : Takashi Murakami : made in Japan, Museum of Fine Arts, Boston
- 2001 : Mushroom, Marianne Boesky Gallery, New York
- 2001 : Kaikai, kiki 2, Galerie Emmanuel Perrotin, Paris
- 2000 : Second Mission Project KO2, P.S.1 Contemporary Art Center, Long Island City
- 2000 : Kaikai, Kiki : Superflat, réalisée avec Issey Miyake pour la collection « Men », printemps-été, Tokyo
- 1999 : The Meaning of the Nonsense of the Meaning, Center for Curatorial Studies Museum, Bard College, New York
- 1998 : My Lonesome Cowboy, Blum & Poe Gallery, Santa Monica
- 1996 : A Very Merry Unbirthday, To You, To Me!, Ginza Komatsu, Tokyo
- 1995 : Mr. Doomsday Balloon, Yngtingagatan 1, Stockholm
- 1995 : Première exposition hors du Japon à la Galerie Emmanuel Perrotin, Paris
- 1994 : Azami Kikyo, Ominaeshi, Gallery Aoi, Osaka
- 1993 : A Very Merry Unbirthday !, Hiroshima City Museum of Contemporary Art, Hiroshima
- 1992 : Wild Wild, Röntgen Kunst Institut, Tokyo
- 1991 : Hosomi Contemporary Gallery, Tokyo
- 1989 : Galerie Ginza Surugadai, Tokyo

### Principales expositions collectives
- 2002-2001 : The 4th Santa Fe Triennal, SITE Santa Fe, Nouveau Mexique
- 2001 : Un art populaire, Fondation Cartier pour l’art contemporain, Paris
- 2001 : My reality : Contemporary Art and the Culture of Japanese Animation, Des Moines Art Center, Iowa
- 2001 : Form Follows Fiction, Castello di Rivoli, Turin
- 2000 : Au-delà du spectacle, Centre Pompidou, Paris
- 1999 : New Modernism for a New Millenium : Works by Contemporary Asian Artists from the Logan Collection, San Francisco Museum of Modern Art

## Principaux livres et catalogues
- 2005 : Little Boy: The Arts of Japan's Exploding Subculture (en) (Hardcover), Yale University Press
- 2003 : Keba Keba, Takashi Murakami/KaikaiKiki Corporation
- 2002 : Takashi Murakami, Kaikai Kiki, Fondation Cartier (Paris, 27 juin-27 octobre 2002), Serpentine gallery, (London, November 2002-January 2003), entretien de Takashi Murakami avec Hélène Kelmachter[27]
- 2001 : My Reality: Contemporary Art and the Culture of Japanese Animation, Jeff Fleming, Brooklyn Museum of Art
- 2000 : Super Flat, Tokyo
- 2000 : Japanese Art - from Modern to Contemporary
- 2000 : Fresh cream, Amada Cruz
- 1999 : Platform 99 : 70 Young Visual Artists from Asia and Latin America, Canvas Foundation
- 1996 : Gendai Bijutsu Og Japanske Kunstinstitution, Et Andet Japan, Tone O. Nielsen

## Clips, courts-métrages et photos
- 2007 : clip Good Morning pour un album du rappeur Kanye West.
- 2010 : clip Turning Japanese avec Kirsten Dunst[28]
- 2010 : Photos de la chanteuse Britney Spears pour la couverture du magazine japonais Pop.
- 2014 : clip It Girl pour Pharrell Williams[29].
- 2019 : clip you should see me in a crown pour Billie Eilish[30].

## Cote
Dans une vente aux enchères en 2001 à New York, une sculpture en fibre de verre de Takashi Murakami atteint un prix dépassant les 420 000 euros.